# Steel (stacja telewizyjna)
Steel – włoska, rozrywkowa stacja telewizyjna działająca w latach 2008–2013. Kanał przeznaczony był w szczególności dla widowni męskiej. Stacja emitowała filmy i seriale telewizyjne. Posiadała blok Syfy, na którym emitowane były jedynie seriale i filmy science fiction.

## Historia
Stacja wystartowała 19 stycznia 2008 roku o godzinie 13:30 (CET).  Właścicielem jej był Universal Networks International, należący do przedsiębiorstwa NBC Universal.

## Programy

### Seriale telewizyjne
- Distretto di Polizia
- Pentagon: Sektor E
- Herosi
- Homicide: Life on the Street
- Notruf Hafenkante
- RIS Delitti Imperfetti
- Prezydencki poker

### Blok Syfy
- Fringe
- Łowcy duchów: Wydział międzynarodowy
- Pod osłoną nocy
- Sliders
- Kosmos 1999
- Star Trek: Seria oryginalna
- Nie z tego świata
- Terminator: Kroniki Sary Connor
- UFO